# Le Conte du pêcheur et du Petit poisson (film, 1937)
Pour plus de détails, voir Fiche technique et Distribution.
Le Conte du pêcheur et du petit poisson (Сказка о рыбаке и рыбке) est un film de marionnettes soviétique réalisé en 1937 par Alexandre Ptouchko. Le scénario est inspiré du conte d'Alexandre Pouchkine.

## Fiche technique
- Titre : Le Conte du pêcheur et du petit poisson
- Titre original : Сказка о рыбаке и рыбке
- Réalisation : Alexandre Ptouchko
- Scénario : Alexandre Ptouchko
- Direction artistique : Pavel Bazhenov
- Directeur de la photographie : Fiodor Firsov
- Compositeur : Lev Chvarts
- Son : Viatcheslav Lechtchev
- Production : Mosfilm
- Durée : 30 minutes
- Langue : russe
- Sortie : 1937